# Боги земледелия в римской религии
В древнеримской религии божества заботились обо всех аспектах выращивания, сбора урожая и хранения сельскохозяйственных культур. Среди них выделялись такие крупные божества, как Церера и Сатурн, но большое количество римских божеств, известных по имени, либо способствовали земледелию, либо были посвящены исключительно определённой сельскохозяйственной функции.
С 272 по 264 гг. до н. э. четыре храма были посвящены отдельным сельскохозяйственным божествам — Консу, Теллус, Палес и Вертумну. Создание четырёх таких храмов в течение восьми лет свидетельствует о серьёзной озабоченности земледелием Италии после Пирровой войны.

## У Варрона
В начале своего труда о сельском хозяйстве Варрон приводит список из двенадцати божеств, жизненно важных для сельского хозяйства. Они сгруппированы по понятийному или теологическому принципу: об их коллективном почитании неизвестно. Это:
- Юпитер — Теллус;
- Сол — Луна;
- Церера — Либер;
- Робиг — Флора;
- Минерва — Венера;
- Лимфа — Эвентус.

## У Вергилия
В «Георгиках», сборнике стихов на сельскохозяйственные темы, Вергилий также приводит список, на который повлияла эллинизация в образованной среде и идеология принципата Августа:
- Сол — Луна;
- Либер — Церера;
- фавны — дриады;
- Нептун;
- Аристей;
- Пан — Минерва;
- Триптолем;
- Сильван.

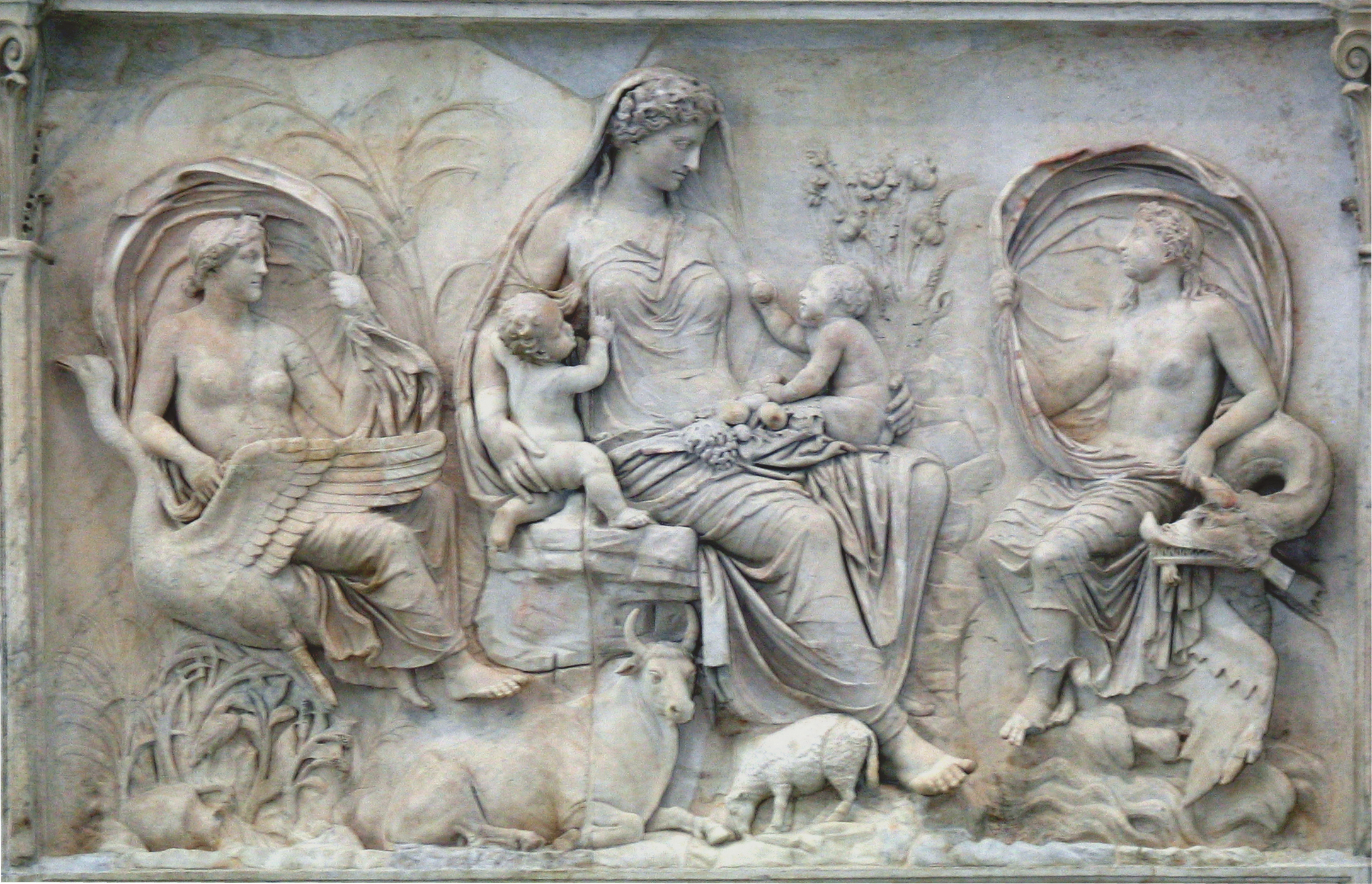
Аллегорическая сцена с римскими божествами (Алтарь Мира эпохи Августа)

Тринадцатым, по мысли поэта, в список мог войти божественный Юлий Цезарь.

## Индигитаменты

### Помощники Цереры
Двенадцать особых богов, известных только по именам, призывались для «обряда злаков» (sacrum cereale) в честь Цереры и Теллус. Все двенадцать были мужского пола и носили имена, образованные с суффиксом -tor. Хотя их пол указывает на то, что они не являлись аспектами двух богинь, в честь которых проводилось празднество, их имена — «лишь апеллятивы» для божественных функций. Обряд проводился прямо перед праздниками Сементив. В. Г. Рошер указывал этих божеств в индигитаментах, списках имён, которые хранились у понтификов для вызова определённых функций.
- Вервактор (Vervactor), «тот, кто пашет».
- Репаратор (Reparator), «тот, кто готовит» (землю).
- Импорцитор (Imporcitor), «тот, кто делает борозды».
- Инцитор (Incitor), «сеятель».
- Обаратор (Obarator), «тот, кто запахивает кругом».
- Оккатор (Occator), «тот, кто боронит».
- Серритор (Serritor), «копатель».
- Субрунцинатор (Subruncinator), «тот, кто пропалывает».
- Мессор (Messor), «жнец».
- Конвектор (Convector), «тот, кто свозит» (зерно).
- Кондитор (Conditor), «тот, кто прячет» (зерно).
- Промитор (Promitor), «тот, кто достаёт» (зерно).

### Прочие
Имена некоторых других сельскохозяйственных божеств сохранились разбросанными по источникам.
- Русина (Rusina) — богиня полей (от rus, ruris — «поле»)[8].
- Русор (Rusor) и Альтор (Altor), призывавшиеся понтификами при жертвоприношении земным божествам Теллус и Теллумону. Объясняя функцию этих божеств, Варрон выводил имя Русора из rursus, «снова», и связывал его с циклической природой сельского хозяйства[9]. По мнению позднейших лингвистов, это имя скорее всего происходило либо от корня ru- (того же, что в имени богини грудного вскармливания Румины, вероятно, от ruma, «сосок»[10]), либо от rus, ruris, и в этом случае это было мужское божество, соответствующее Русине[11]. Имя Альтора происходит от глагола alo, alere, altus («вскармливать»); по Варрону, его почитали, поскольку «всё, что рождается, — питается»[9].
- Сатор (Sator, от того же корня, что Инцитор выше), «сеятель»[12].
- Сейя (Seia) — богиня, оберегавшая семя, засеянное в землю; также Фруктесея (Fructesea) от fructus («плод»)[13].
- Сегеста (Segesta) — богиня, помогавшая расти саженцу.
- Гостилина (Hostilina) — богиня, заменявшая старые колосья новыми (по Августину, от hostire — «возмещать»)[8].
- Лактант (Lactans[14], вариант: Lacturnus[8][15]) — бог, который наполнял колосья «молоком» (соком).
- Волютина (Volutina) — богиня, формировавшая покровы (involumenta) колосьев[8].
- Нодут (Nodutus) — бог, формировавший узлы (nodus) колосьев.
- Пателана (Patelana, варианты: Patelena, Patella) — богиня, открывавшая (pateo, patere) зерно. Вероятно, имелось в виду появление кроющего листа[8].
- Рунцина (Runcina, от того же корня, что Субрунцинатор выше) — богиня прополки или косьбы[8].
- Мессия (Messia) — богиня, соответствующая богу жатвы Мессору (выше) и связывавшаяся с Тутелиной.
- Нодутеренс (Noduterensis, вариант: Terensis, ср. с Нодутом[16]) — бог молотьбы.
- Тутелина (Tutelina, варианты: Tutulina, Tutilina) — богиня, надзиравшая за собранным зерном[8][17].
- Стерквилин (Sterquilinus, варианты: Sterces, Stercutus, Sterculus, Sterculinus) — бог, унавоживавший поля.